# Pterophyllum
Pterophyllum és un gènere de peixos pertanyent a la família dels cíclids. En l'aquariofília és conegut per la majoria dels aficionats com "peix àngel". Les tres espècies de Pterophyllum tenen formes inusuals dins de la família dels cíclids, ja que són molt comprimits pels seus laterals, amb cossos rodons i allargats, i amb les aletes dorsal i anal de formes triangulars. Aquesta forma del seu cos els permet amagar-se entre les arrels i les plantes, sovint sobre una superfície vertical. Els peixos àngel salvatges són sovint ratllats longitudinalment, coloració que proporciona un camuflatge addicional. Són depredadors que utilitzen l'emboscada per capturar preses com petits peixos i macroinvertebrats. Totes les espècies de Pterophyllum formen parelles monògames. Els ous els posen generalment en un tronc submergit o un fulla aplanada. Com és el cas d'altres cíclids, tenen una forta cura de les seves cries.
Totes les espècies de Pterophyllum són originàries de les conques dels rius Amazones, Orinoco i Esequibo a l'Amèrica del Sud.

## Taxonomia
- Pterophyllum altum (Pellegrin, 1903)[2]
- Pterophyllum leopoldi (Gosse, 1963)[3]
- Pterophyllum scalare (Lichtenstein, 1823)[4][5][6][7][8][9]